# Desni centar
Desni centar u politici i političkoj teoriji označava ideologije, pokrete i stranke koji po svojim temeljnim određenjima pripadaju desnici, ali po načinu ostvarenja tih ciljeva ili manjim dijelom svog programa pripadaju centru, odnosno u svojoj platformi imaju previše lijevih sadržaja da bi ih se moglo nazvati desnicom.
Stranke ili političke opcije koje se smatraju desnim centrom najčešće pokušavaju pronaći kompromis između konzervativne i liberalne ideologije, a prilično rijetki su pokušaji da se kroz desni centar pomire konzervativizam i socijalizam, s obzirom na to da se oni najčešće vezuju uz lijevi centar. S druge strane, opcije desnog centra se najčešće vezuju uz demokršćanske stranke u mnogim državama, pogotovo u Europi.
Pojam desnog centra se često rabi i za opis koalicijske vlade koju sačinjavaju stranke desnice i centra.

## Stranke desnog centra u Hrvatskoj
- Hrvatska demokratska zajednica (HDZ)
- Hrvatska demokršćanska stranka (HDS)
- Domovinski pokret (DP)
- Most
- Hrvatska stranka prava (HSP)